# مارسلو پاوارین
مارسلو پاوارین (ایتالیایی: Marcello Pavarin؛ زادهٔ ۲۲ اکتبر ۱۹۸۶) دوچرخه‌سوار اهل ایتالیا است.